# Unionens regelverk
Unionens regelverk (franska: acquis de l'Union), tidigare gemenskapens regelverk (franska: acquis communautaire), är ett regelverk av fördrag, rättsakter och andra rättskällor som Europeiska unionen och dess rättsordning – unionsrätten – bygger på och som varje anslutande land måste godta fullt ut för att bli medlem i unionen. Till skillnad från de flesta internationella avtal och överenskommelser skapar regelverket inte enbart skyldigheter mellan medlemsstaterna, utan ger i vissa fall även upphov till individuella rättigheter och skyldigheter. Om en medlemsstat bryter mot regelverket kan Europeiska kommissionen eller en annan medlemsstat väcka talan om fördragsbrott vid EU-domstolen.
Vid medlemskapsförhandlingar delas unionens regelverk in i olika kapitel. Varje anslutande land måste införliva hela unionens regelverk i sin nationella lagstiftning, i den mån det är nödvändigt för att genomföra regelverket på nationell nivå. Regelverket är i regel en icke-förhandlingsbar fråga. Förhandlingarna handlar istället om hur regelverket ska införlivas och genomföras av det anslutande landet.
”Unionens regelverk” infördes som begrepp och ersatte det tidigare begreppet ”gemenskapens regelverk” i samband med att Lissabonfördraget trädde i kraft den 1 december 2009 och avskaffade den tidigare pelarstrukturen.

## Struktur och omfattning
Unionens regelverk består av följande delar:
- Primärrätten
  - Grundfördragen (fördraget om Europeiska unionen, fördraget om Europeiska unionens funktionssätt och fördraget om upprättandet av Europeiska atomenergigemenskapen) enligt den lydelse de har efter ändringar och tillägg, inklusive de protokoll som är fogade till dem
  - Stadgan om de grundläggande rättigheterna
  - Anslutningsfördragen, inklusive de protokoll som är fogade till dem
- Rättsakter, internationella avtal och interinstitutionella avtal
  - Rättsakter antagna av unionens institutioner, organ och byråer med fördragen som rättslig grund
  - Internationella avtal där Europeiska unionen är avtalspart:
    - Avtal mellan Europeiska unionen, å ena sidan, och tredjeländer eller internationella organisationer, å andra sidan
    - Avtal mellan Europeiska unionen och dess medlemsstater, å ena sidan, och tredjeländer eller internationella organisationer, å andra sidan

  - Interinstitutionella avtal mellan unionens institutioner
- Kompletterande lagstiftning
  - Beslut och avtal som medlemsstaternas stats- eller regeringschefer har fattat eller ingått vid sammanträden i Europeiska rådet
  - Beslut och avtal som företrädarna för medlemsstaternas regeringar har fattat eller ingått vid sammanträden i Europeiska unionens råd
  - Förklaringar, resolutioner och andra ståndpunkter antagna av Europeiska rådet eller Europeiska unionens råd
  - Förklaringar, resolutioner och andra ståndpunkter som medlemsstaterna efter gemensam överenskommelse har antagit rörande unionen
  - Konventioner och tillhörande protokoll som har samband med unionsrätten, däribland K.3-konventionerna och de konventioner som avses i artikel 220 i det ursprungliga Romfördraget
- Subsidiärrätten
  - Rättspraxis som utvecklats av EU-domstolen

Rättsakter som antagits inom ramen för ett fördjupat samarbete utgör inte en integrerad del av unionens regelverk, utan ett eget regelverk inom unionsrätten (franska: acquis particulier), och behöver således inte godtas fullt ut av nya medlemsstater. Detta gäller dock inte Schengenregelverket, som utgör en integrerad del av unionens regelverk sedan dess införlivande genom Amsterdamfördraget den 1 maj 1999.

## Kapitelindelning
Unionens regelverk delas in i följande 35 olika kapitel vid medlemskapsförhandlingar:
| 1. Fri rörlighet för varor 2. Fri rörlighet för arbetstagare 3. Etableringsrätt och frihet att tillhandahålla tjänster 4. Fri rörlighet för kapital 5. Offentlig upphandling 6. Bolagsrätt 7. Lagstiftning om immateriella rättigheter 8. Konkurrensregler 9. Finansiella tjänster 10. Informationssamhället och media 11. Jordbruk och landsbygdsutveckling 12. Livsmedelssäkerhet, veterinära och fytosanitära frågor 13. Fiskeri 14. Transportpolitik 15. Energi 16. Beskattning 17. Ekonomisk och monetär politik 18. Statistik | 1. Socialpolitik och sysselsättning 2. Företags- och industripolitik 3. Transeuropeiska nät 4. Regionalpolitik och samordning av strukturinstrument 5. Rättsväsen och grundläggande rättigheter 6. Frihet, säkerhet och rättvisa 7. Vetenskap och forskning 8. Utbildning och kultur 9. Miljö 10. Konsument- och hälsoskydd 11. Tullunion 12. Yttre förbindelser 13. Utrikes-, säkerhets- och försvarspolitik 14. Finansiell kontroll 15. Finansiella bestämmelser och budgetbestämmelser 16. Institutionella bestämmelser 17. Övriga frågor |